# FireWire
Précédent Suivant
L'IEEE 1394 est une norme d'interface pour un bus série permettant des communications à grande vitesse et le transfert isochrone de données en temps réel. Elle a été développée à la fin des années 1980 et au début des années 1990 par Apple en collaboration avec plusieurs entreprises, principalement Sony et Panasonic. Elle est le plus souvent connue sous le nom de FireWire (Apple), bien qu'il existe d'autres noms de marque tels que i.LINK (Sony) et Lynx (Texas Instruments).
Le câble en cuivre utilisé dans sa mise en œuvre la plus courante peut mesurer jusqu'à 4,5 mètres (15 pieds) de long. L'alimentation électrique et les données sont transportées par ce câble, permettant ainsi aux appareils nécessitant une alimentation modérée de fonctionner sans alimentation électrique séparée. FireWire est également disponible en versions Cat 5 et fibre optique.
L'interface 1394 est comparable à l'USB, bien que l'USB ait été développé ultérieurement et ait acquis une part de marché beaucoup plus importante. Contrairement à l'USB qui requiert un contrôleur hôte, l'IEEE 1394 est géré de manière coopérative par les appareils connectés.

## Histoire et développement

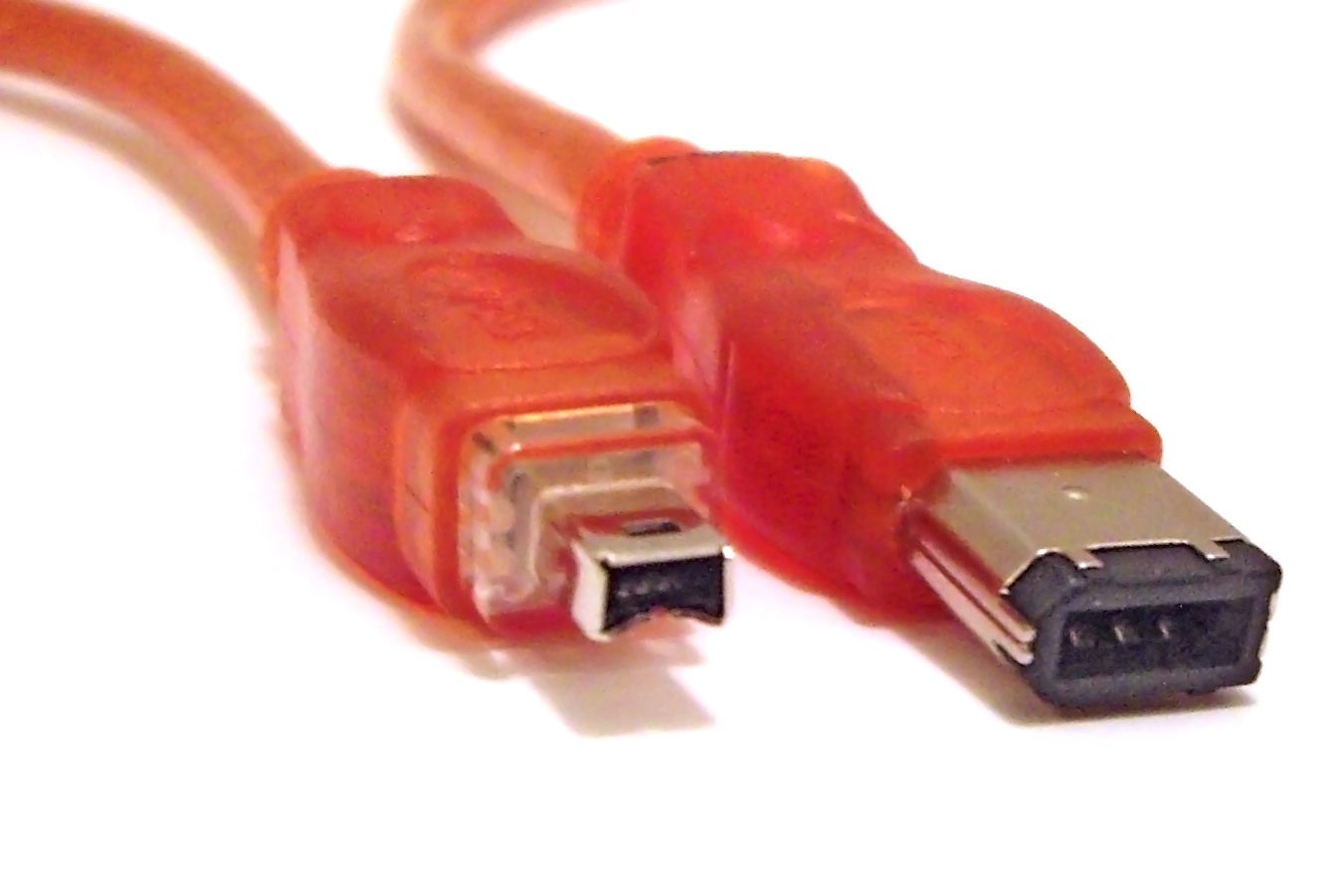
Câble FireWire.

FireWire est le nom donné par Apple au bus série à grande vitesse IEEE 1394. Son développement a été initié par Apple en 1986,. L'objectif était d'avoir une connectique unique pour l'industrie et de trouver un successeur au Apple Desktop Bus. Le port est développé par le groupe de travail IEEE P1394, en grande partie grâce aux contribution de Sony (102 brevets), Apple (58 brevets), Panasonic (46 brevets), et Philips (43 brevets), en plus des contributions des ingénieurs de LG Electronics, Toshiba, Hitachi, Canon, Thomson, Texas Instruments et IBM.
L'IEEE 1394 est une architecture de bus série conçue pour le transfert de données à grande vitesse, où le terme "série" implique que l'information est transmise bit par bit. Contrairement aux bus parallèles qui requièrent plusieurs connexions physiques distinctes, rendant ainsi leur mise en œuvre plus coûteuse et encombrante, l'IEEE 1394 utilise un seul fil de communication, simplifiant ainsi sa conception et réduisant ses coûts. De plus, l'IEEE 1394 prend en charge à la fois les applications isochrones et asynchrones, offrant ainsi une flexibilité pour diverses utilisations.
Apple souhaitait que le FireWire remplace progressivement le bus parallèle SCSI, tout en offrant une connectivité pour les équipements audio et vidéo numériques. Le développement d'Apple a commencé à la fin des années 1980, puis a été présenté à l'IEEE et s'est achevé en janvier 1995. En 2007, la norme IEEE 1394 était composée de quatre documents : la norme originale IEEE Std. 1394-1995, l'amendement IEEE Std. 1394c-2006. Le 12 juin 2008, tous ces amendements ainsi que les errata et certaines mises à jour techniques ont été incorporés dans une norme remplaçante, IEEE Std. 1394-2008.
L'implémentation du système par Sony, i.LINK, utilisait un connecteur plus petit avec seulement quatre conducteurs de signal, omettant les deux conducteurs qui fournissent l'alimentation aux appareils en faveur d'un connecteur d'alimentation séparé. Cette conception fut prise sans concertation avec le groupe de travail. Ce style a été ajouté plus tard à l'amendement 1394a. Ce port est parfois étiqueté S100 ou S400 pour indiquer la vitesse en Mbits/s.
Apple a intégré pour la première fois la technologie FireWire dans certains de ses modèles Macintosh en 1999 (bien qu'elle soit une option sur commande pour certains modèles depuis 1997), avec l'iMac G3 et la plupart des ordinateurs Apple Macintosh fabriqués entre 2000 et 2001 étaient dotés de ports FireWire. Le port cependant souffrit de la concurrence avec l'USB 2, soutenu par Intel, plus compétitif sur les licences d'exploitations.
Le système était généralement utilisé pour connecter des dispositifs de stockage de données et des caméras DV (Digital Vidéo), mais il était également populaire dans les systèmes industriels pour la vision industrielle et les systèmes audio professionnels. Apple est récompensée par un primetime Emmy Awards de l'ingénierie pour le FireWire et son apport à l'audiovisuel. De nombreux utilisateurs l'ont préféré à l'USB 2.0, plus répandu, en raison de sa vitesse effective et de ses capacités de distribution d'énergie plus élevées. Les tests montrent que les taux de transfert de données soutenus sont plus élevés pour FireWire que pour USB 2.0, mais plus faibles que pour USB 3.0. Les résultats sont marquants sur Apple Mac OS X mais plus variés sur Microsoft Windows,.
Lors de la présentation du MacBook Air en 2008, Steve Jobs a déclaré que le FireWire est mort. De 2012 à 2014, lors des renouvellements des Macintosh, les ports FireWire 800 disparaissent de la connectique des ordinateurs. 
En février 2011, Apple a lancé le premier ordinateur commercialisé équipé de Thunderbolt. En 2014, Thunderbolt était devenu une caractéristique standard de toute la gamme d'ordinateurs Apple (à l'exception du MacBook 12 pouces introduit en 2015, qui ne comportait qu'un port USB Type-C), devenant ainsi le successeur spirituel du FireWire dans l'écosystème Apple. La marque commercialisait auparavant un adaptateur Thunderbolt vers FireWire, qui offrait un port FireWire 800.

## Spécifications techniques
Le FireWire peut connecter jusqu'à 63 périphériques dans une topologie en étoile ou en bus (par opposition à la topologie en bus du SCSI parallèle),. Il permet la communication entre périphériques en pair à pair — comme la communication entre un scanner et une imprimante — sans utiliser la mémoire du système ou l'unité centrale. Le FireWire prend également en charge plusieurs contrôleurs hôtes par bus. Il est conçu pour prendre en charge le plug and play et le hot swapping. Le câble en cuivre qu'il utilise dans sa version la plus courante peut mesurer jusqu'à 4,5 mètres de long et est plus souple que la plupart des câbles SCSI parallèles. Dans ses variantes à six ou neuf conducteurs, il peut fournir jusqu'à 45 watts d'énergie par port à une tension maximale de 30 volts, ce qui permet aux appareils à consommation modérée de fonctionner sans alimentation séparée.
Les dispositifs FireWire mettent en œuvre le modèle de ROM de configuration ISO/IEC 13213 pour la configuration et l'identification des dispositifs, afin d'offrir une capacité plug-and-play,,. Tous les dispositifs FireWire sont identifiés par un identifiant unique IEEE EUI-64, en plus de codes bien connus indiquant le type de dispositif et les protocoles qu'il prend en charge.
Les périphériques FireWire sont organisés sur le bus selon une topologie en étoile. Chaque appareil possède un identifiant unique. L'un des nœuds est élu nœud racine et possède toujours l'ID le plus élevé. Les auto-ID sont attribués au cours du processus d'auto-ID, qui a lieu après chaque réinitialisation du bus. L'ordre dans lequel les self-ID sont attribués équivaut à parcourir l'arbre en profondeur d'abord, après l'ordre.
Le FireWire est capable de faire fonctionner des systèmes critiques en toute sécurité en raison de la manière dont plusieurs dispositifs interagissent avec le bus et de la façon dont le bus alloue la bande passante aux dispositifs. Il est capable d'utiliser à la fois des méthodes de transfert asynchrones et isochrones. Les transferts de données isochrones sont destinés aux dispositifs qui nécessitent une bande passante continue et garantie. Par exemple, dans un avion, les dispositifs isochrones comprennent le contrôle du gouvernail, les opérations de la souris et les données des capteurs de pression à l'extérieur de l'avion. Tous ces éléments nécessitent une bande passante constante et ininterrompue. Pour prendre en charge ces deux types de transferts, Le FireWire alloue un certain pourcentage aux données isochrones et le reste aux données asynchrones. Dans la norme IEEE 1394, 80 % du bus est réservé aux cycles isochrones, laissant aux données asynchrones un minimum de 20 % du bus.
La forme du contrôleur, en carré, est inspiré des prises Game Boy. Les embouts métalliques de contacts sont situés sur le cable au lieu du port afin que l'usure du matériel ne concerne pas le port de l'ordinateur.

### Schéma d'encodage
Le FireWire utilise le codage données/stroboscope (codage D/S). Dans le codage D/S, deux signaux NRZ (non-return-to-zero) sont utilisés pour transmettre les données avec une grande fiabilité. Le signal NRZ envoyé est relié au signal d'horloge par une porte XOR, ce qui crée un signal stroboscopique. Ce signal stroboscopique est ensuite soumis à une autre porte XOR avec le signal de données pour reconstruire l'horloge, qui sert à son tour de boucle à verrouillage de phase du bus à des fins de synchronisation.

### Arbitrage
Le processus par lequel le bus décide quel nœud doit transmettre des données à quel moment est connu sous le nom d'arbitrage. Chaque tour d'arbitrage dure environ 125 microsecondes. Pendant le tour, le nœud racine (dispositif le plus proche du processeur) envoie un paquet de début de cycle,. Tous les nœuds nécessitant un transfert de données répondent, le nœud le plus proche l'emportant. Une fois que le nœud a terminé, les nœuds restants se relaient dans l'ordre. Ce processus se répète jusqu'à ce que tous les appareils aient utilisé leur part des 125 microsecondes, les transferts isochrones étant prioritaires.

## Normes et versions
Les normes précédentes et leurs trois amendements publiés sont maintenant incorporés dans une norme qui les remplace, IEEE 1394-2008. Les caractéristiques ajoutées individuellement donnent un bon aperçu de l'évolution.

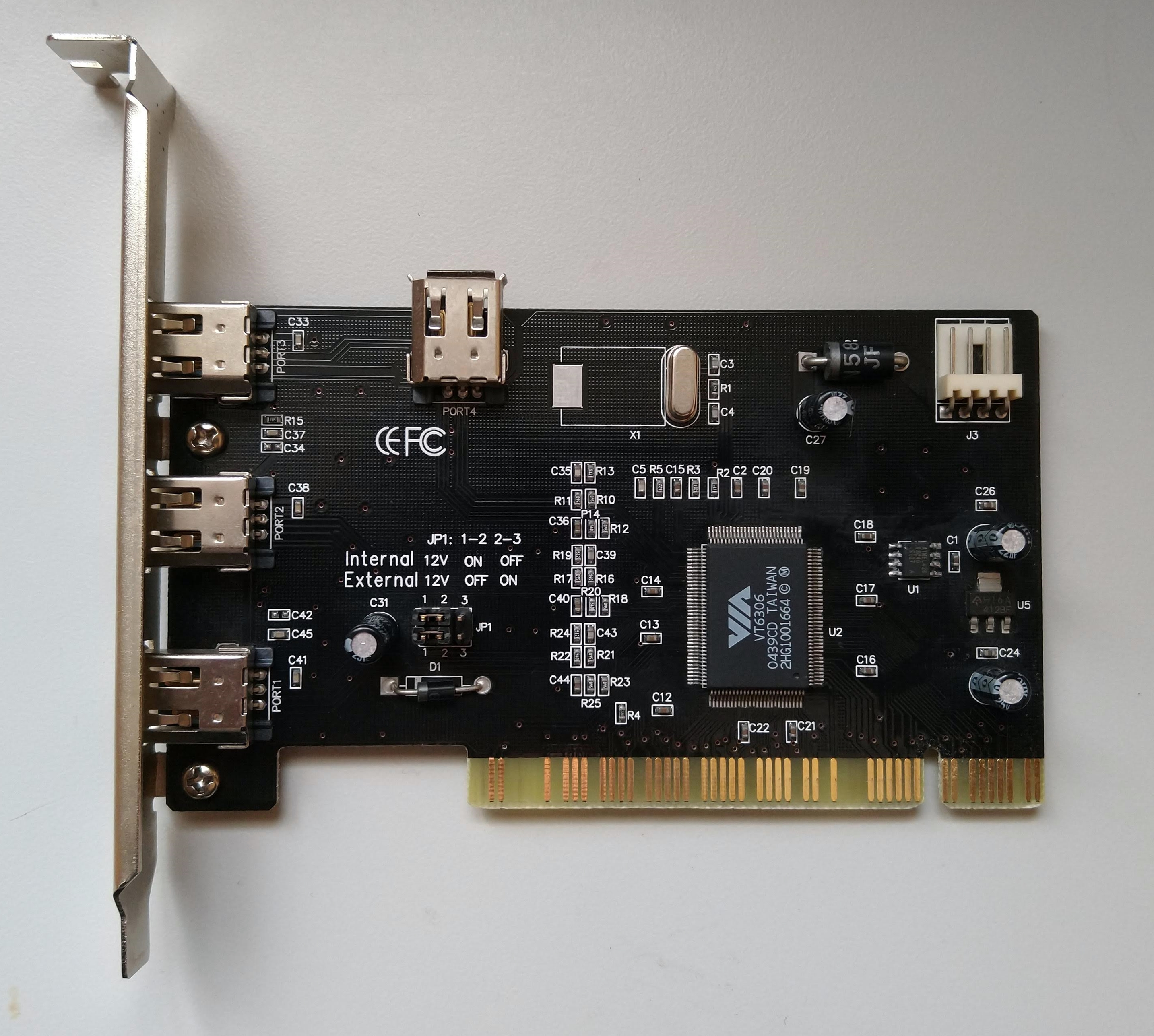
Carte d'extension PCI contenant quatre connecteurs FireWire 400.

### FireWire 400 (IEEE 1394-1995)
La version originale de l'IEEE 1394-1995 spécifiait ce qui est connu aujourd'hui sous le nom de FireWire 400. Elle permet de transférer des données entre des périphériques à des débits de 100, 200 ou 400 Mbit/s en semi-duplex (les débits réels sont de 98,304, 196,608 et 393,216 Mbit/s, soit respectivement 12,288, 24,576 et 49,152 Mo/s),. Ces différents modes de transfert sont communément appelés S100, S200 et S400. 
La longueur du câble est limitée à 4,5 mètres (14,8 pieds), bien qu'il soit possible de relier jusqu'à 16 câbles en bus à l'aide de répéteurs; des concentrateurs externes ou internes sont souvent présents dans les équipements FireWire. La norme S400 limite la longueur maximale des câbles de toute configuration à 72 mètres (236 pieds). Le connecteur à 6 conducteurs se trouve généralement sur les ordinateurs de bureau et peut alimenter l'appareil connecté.
Le connecteur alimenté à 6 conducteurs, aujourd'hui appelé connecteur alpha, ajoute une sortie d'alimentation pour prendre en charge les périphériques externes. En règle générale, un appareil peut tirer environ 7 à 8 watts du port ; toutefois, la tension varie considérablement d'un appareil à l'autre. La tension est spécifiée comme étant non régulée et devrait nominalement être d'environ 25 volts (plage de 24 à 30). L'implémentation d'Apple sur les ordinateurs portables est généralement liée à la puissance de la batterie et peut être aussi basse que 9 V..

#### Améliorations (IEEE 1394a-2000)

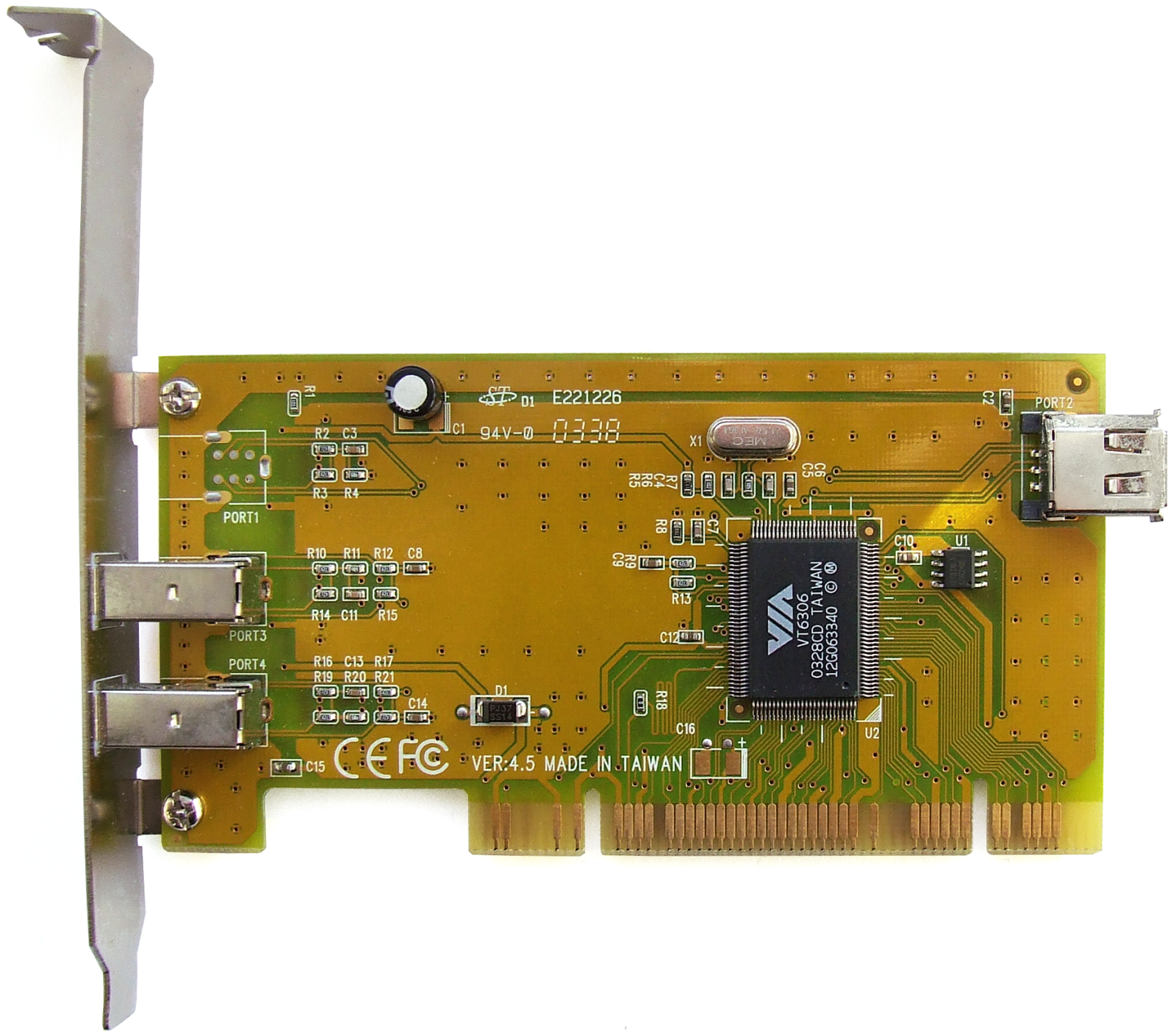
Carte générique d'extension FireWire 400 (IEEE 1394a-2000) sans marquage du fabricant. Elle est basée sur le contrôleur VIA VT6306 PCI-to-FireWire 400.

Un amendement, l'IEEE 1394a, a été publié en 2000, clarifiant et améliorant les spécifications originales. Il a ajouté la prise en charge du streaming asynchrone, une reconfiguration plus rapide du bus, la concaténation de paquets et un mode de suspension permettant d'économiser de l'énergie.
L'IEEE 1394a offre quelques avantages par rapport à l'IEEE 1394-1995. La norme 1394a est capable d'accélérer l'arbitrage, ce qui permet au bus d'accélérer les cycles d'arbitrage pour améliorer l'efficacité. Elle permet également la réinitialisation arbitrée du bus court, dans laquelle un nœud peut être ajouté ou supprimé sans entraîner une baisse importante de la transmission isochrone.
1394a a également normalisé le connecteur alpha à 4 conducteurs développé par Sony et commercialisé sous le nom de i.LINK, déjà largement utilisé sur les appareils grand public tels que les caméscopes, la plupart des ordinateurs portables, un certain nombre d'ordinateurs de bureau et d'autres petits appareils FireWire. Le connecteur à 4 conducteurs est entièrement compatible avec les interfaces alpha à 6 conducteurs, mais ne dispose pas de connecteurs d'alimentation.

### FireWire 800 (IEEE 1394b-2002)

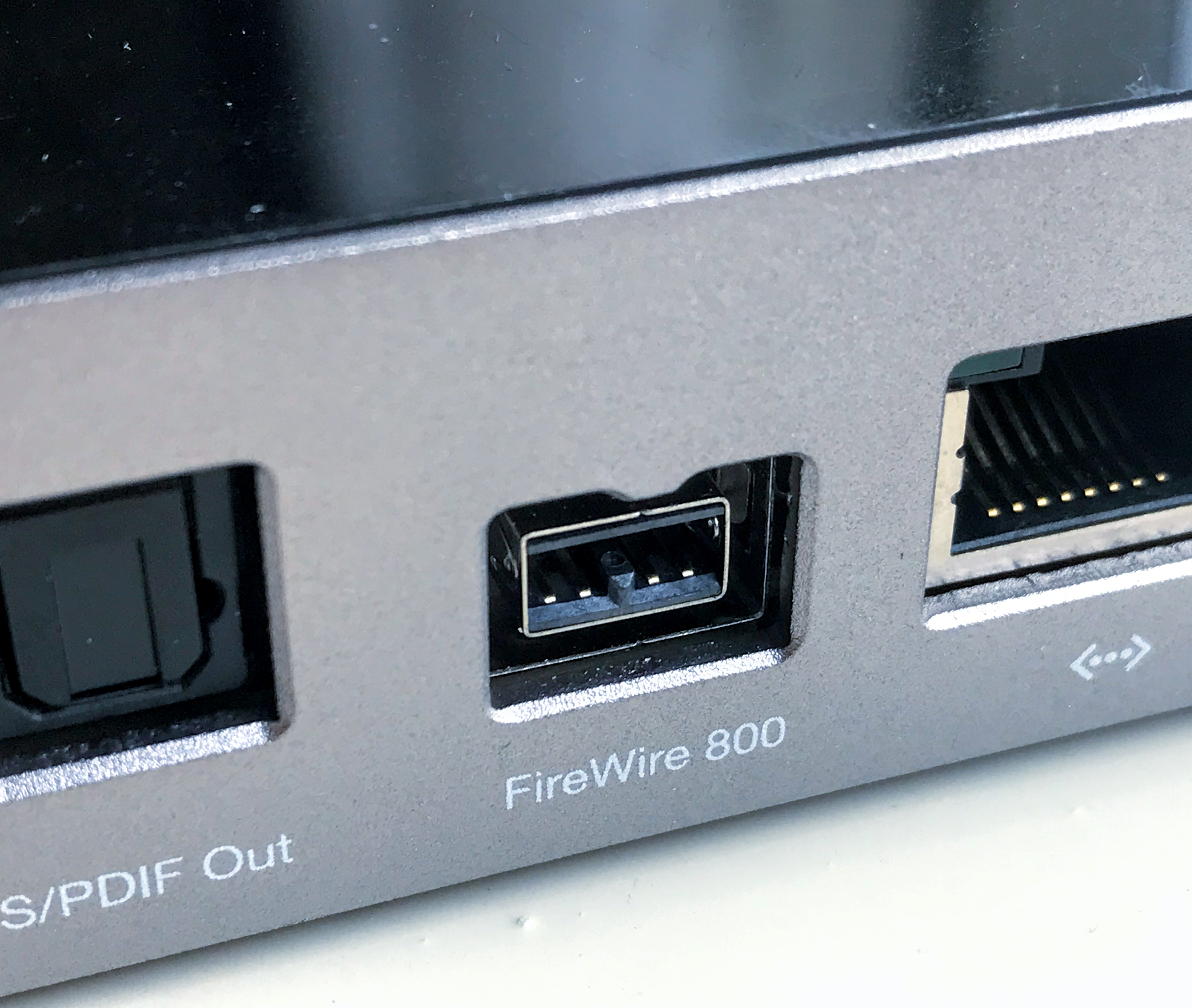
Port FireWire 800

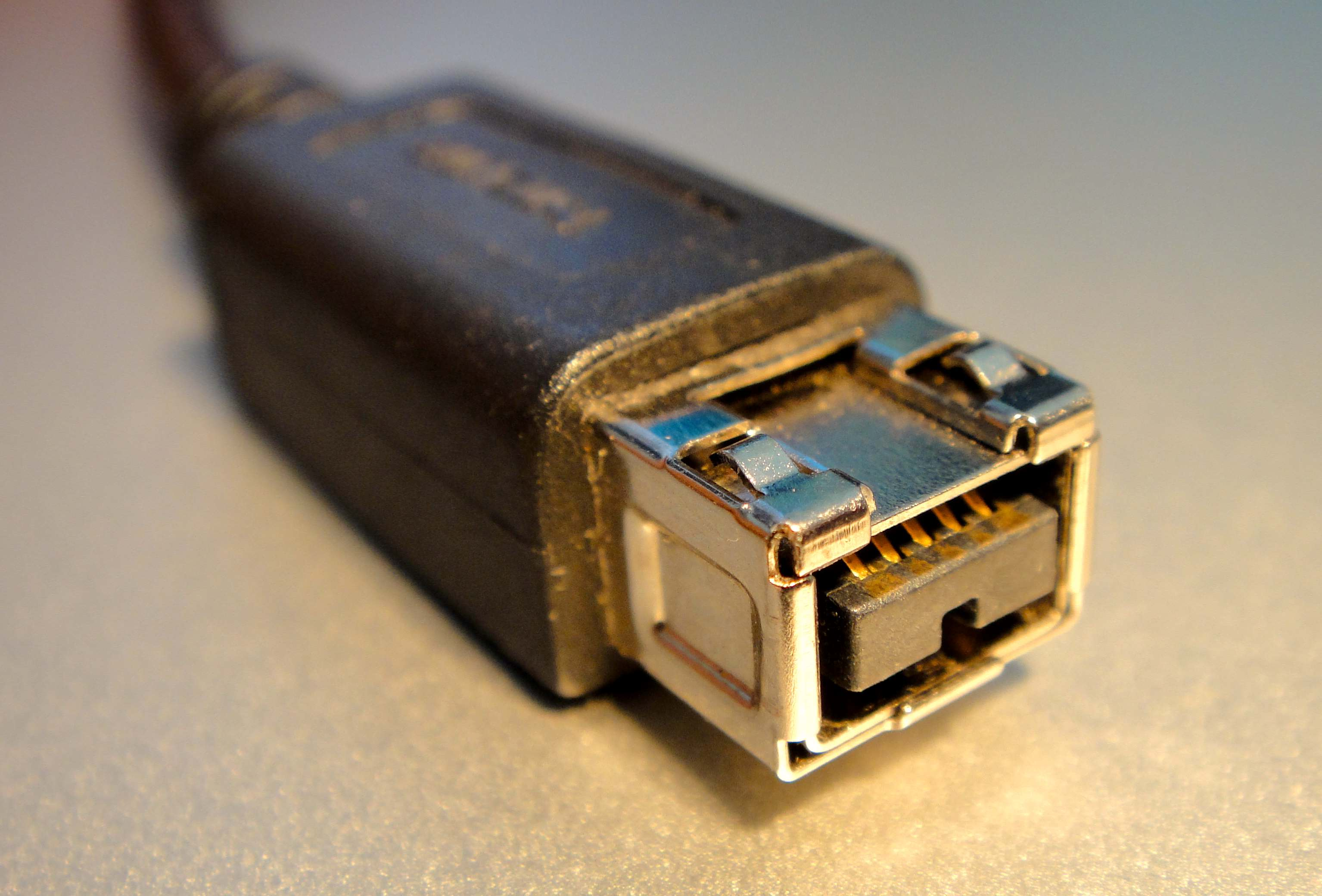
Câble FireWire 800

La norme IEEE 1394b-2002 a introduit le FireWire 800 (nom donné par Apple à la version bilingue S800 à 9 conducteurs de la norme IEEE 1394b). Cette spécification et les produits correspondants permettent un taux de transfert de 786,432 Mbit/s en duplex intégral via un nouveau schéma d'encodage appelé mode bêta. Elle est rétro compatible avec les taux plus lents et les connecteurs alpha à 6 conducteurs de la norme FireWire 400. Toutefois, si les normes IEEE 1394a et IEEE 1394b sont compatibles, le connecteur de la FireWire 800, appelé connecteur bêta, est différent des connecteurs alpha de la FireWire 400, ce qui rend les câbles existants incompatibles. Un câble adaptateur permet de connecter des appareils plus anciens au port plus récent. En 2003, Apple a été le premier à introduire des produits commerciaux avec le nouveau connecteur, y compris un nouveau modèle du Power Mac G4 et un PowerBook G4 de 17 pouces.
La spécification IEEE 1394b complète prend en charge des débits de données allant jusqu'à 3200 Mbit/s (c'est-à-dire 400 MB/s) sur des connexions bêta mode ou optiques d'une longueur maximale de 100 mètres (330 ft). La paire torsadée non blindée standard de catégorie 5e prend en charge 100 mètres (330 pieds) à S100. Les normes 1394 et 1394a originales utilisaient un codage de données/stroboscope (D/S) (rebaptisé mode alpha) avec les câbles, tandis que la norme 1394b a ajouté un schéma de codage de données appelé 8b/10b, désigné sous le nom de mode bêta.
Le mode bêta est basé sur le codage 8b/10b (de Gigabit Ethernet également utilisé pour de nombreux autres protocoles). Le codage 8b/10b consiste à étendre un mot de données de 8 bits en 10 bits, avec les bits supplémentaires après les 5e et 8e bits de données. Les données partitionnées sont envoyées par l'intermédiaire d'une fonction de calcul de la disparité de marche. Le calculateur de la disparité de marche tente de maintenir le nombre de 1 transmis égal à celui des 0, garantissant ainsi un signal équilibré en courant continu. Ensuite, les différentes partitions sont envoyées à travers un codeur 5b/6b pour la  partition de 5 bits et un codeur 3b/4b pour la partition de 3 bits. Cela permet au paquet d'avoir au moins deux 1, ce qui garantit la synchronisation de la PLL à l'extrémité réceptrice sur les limites correctes des bits pour un transfert fiable. Une fonction supplémentaire du système de codage est de soutenir l'arbitrage pour l'accès au bus et le contrôle général du bus. Cela est possible grâce aux symboles excédentaires offerts par l'expansion 8b/10b. (Alors que les symboles de 8 bits peuvent coder un maximum de 256 valeurs, les symboles de 10 bits permettent d'en coder jusqu'à 1024). Les symboles non valides pour l'état actuel du PHY récepteur indiquent des erreurs de données.

### FireWire S800T (IEEE 1394c-2006)
L'IEEE 1394c-2006 a été publiée le 8 juin 2007 et a apporté une amélioration technique majeure, à savoir une nouvelle spécification de port qui fournit 800 Mbit/s sur les mêmes connecteurs 8P8C (Ethernet) avec un câble de catégorie 5e, ce qui est spécifié dans la clause 40 de l'IEEE 802.3 (gigabit Ethernet sur paire torsadée en cuivre) avec une négociation automatique correspondante qui permet au même port de se connecter à des appareils IEEE Std 1394 ou IEEE 802.3 (Ethernet).

### FireWire S1600 and S3200
En décembre 2007, la 1394 Trade Association a annoncé que des produits seraient disponibles avant la fin 2008 utilisant les modes S1600 et S3200 qui, pour la plupart, avaient déjà été définis dans la norme 1394b et ont été clarifiés dans la norme IEEE Std. 1394-2008. Les dispositifs à 1,572864 Gbit/s et 3,145728 Gbit/s utilisent les mêmes connecteurs bêta à 9 conducteurs que la FireWire 800 existante et sont entièrement compatibles avec les dispositifs S400 et S800 existants. Ils sont en concurrence avec l'USB 3.0.
Des unités de développement S1600 (Symwave) et S3200 (Dap Technology) ont été fabriquées, mais en raison de la technologie FPGA, DapTechnology a d'abord ciblé les implémentations S1600, la S3200 n'étant pas disponible commercialement avant 2012. En 2012, peu d'appareils S1600 ont été commercialisés, le seul utilisateur notable étant un appareil photo Sony.

### Projet inabouti
Un projet nommé IEEE P1394d a été formé par l'IEEE le 9 mars 2009 pour ajouter la fibre monomode comme support de transport supplémentaire au FireWire. Le projet a été retiré en 2013.

## Support des systèmes d'exploitation
La prise en charge complète des normes IEEE 1394a et 1394b est disponible pour Microsoft Windows, FreeBSD, Linux, Apple Mac OS 8.6 à Mac OS 9, et NetBSD.
Dans Windows XP, une dégradation des performances des périphériques 1394 a pu se produire lors de l'installation du Service Pack 2. Ce problème a été résolu par le correctif 885222, et par le SP3. Certains fabricants de matériel FireWire fournissent également des pilotes de périphériques personnalisés qui remplacent la pile de pilotes de l'adaptateur hôte OHCI de Microsoft, ce qui permet aux périphériques compatibles S800 de fonctionner à des taux de transfert de 800 Mbit/s sur les anciennes versions de Windows (XP SP2 sans le correctif 885222) et Windows Vista. Au moment de sa sortie, Microsoft Windows Vista ne prenait en charge que la norme 1394a, avec l'assurance que la norme 1394b serait prise en charge dans le prochain Service Pack. Le Service Pack 1 pour Microsoft Windows Vista a depuis été publié, mais l'ajout de la norme 1394b n'est mentionné nulle part dans la documentation de sortie,,. Le pilote du bus 1394 a été réécrit pour Windows 7 afin de prendre en charge des vitesses plus élevées et des supports alternatifs.
Sous Linux, la prise en charge était à l'origine assurée par libraw1394, qui permettait une communication directe entre l'espace utilisateur et les bus IEEE 1394. Par la suite, une nouvelle pile de pilotes du noyau, surnommée JuJu, a été mise en œuvre.

## Soutien au système de télévision par câble
En vertu du code FCC 47 CFR 76.640 section 4, sous-sections 1 et 2, les fournisseurs de télévision par câble (aux États-Unis, avec des systèmes numériques) doivent, à la demande d'un client, fournir un boîtier de câble compatible avec la haute définition et doté d'une interface FireWire fonctionnelle. Cette disposition ne s'appliquait qu'aux clients louant des boîtiers de câblodistribution haute définition auprès de leur fournisseur après le 1er avril 2004. L'interface peut être utilisée pour afficher ou enregistrer la télévision par câble, y compris la programmation TVHD. En juin 2010, la FCC a publié une ordonnance autorisant les boîtiers de décodage à inclure des interfaces IP à la place de FireWire,.

## Comparaison avec l'USB
Bien que les deux technologies fournissent des résultats finaux similaires, il existe des différences fondamentales entre l'USB et le FireWire. L'USB nécessite la présence d'un contrôleur hôte, généralement un PC, qui se connecte point à point avec le périphérique USB. Cela permet d'utiliser des périphériques plus simples (et moins coûteux), au prix d'une fonctionnalité réduite du bus. Des concentrateurs intelligents sont nécessaires pour connecter plusieurs dispositifs USB à un seul contrôleur hôte USB. En revanche, Le FireWire est essentiellement un réseau pair-à-pair (où n'importe quel appareil peut servir d'hôte ou de client), ce qui permet de connecter plusieurs appareils sur un seul bus,,.

## Applications courantes

### Produits audio et vidéo grand public
L'IEEE 1394 était l'interface de connexion standard de la High-Definition Audio-Vidéo Network Alliance (HANA) pour la communication et le contrôle des composants A/V (audio/visuel). HANA a été dissoute en septembre 2009 et la 1394 Trade Association a pris le contrôle de toute la propriété intellectuelle générée par HANA.

### Véhicules militaires et aérospatiaux
La norme aérospatiale SAE AS5643, publiée à l'origine en 2004 et réaffirmée en 2013, établit les normes IEEE-1394 en tant que réseau de données militaire et aérospatial dans ces véhicules. La norme AS5643 est utilisée par plusieurs grands programmes, notamment le F-35 Lightning II, l'avion UCAV X-47B, l'arme AGM-154 et le satellite polaire JPSS-1 pour la NOAA. L'AS5643 combine les caractéristiques existantes de la norme 1394-2008, comme la topologie en boucle, avec des caractéristiques supplémentaires, comme l'isolation des transformateurs et la synchronisation temporelle, pour créer des réseaux de bus de données déterministes à double et triple tolérance aux pannes,,.

### Mise en réseau générale
FireWire peut être utilisé pour des réseaux informatiques ad hoc (terminaux uniquement, pas de routeurs sauf en cas d'utilisation d'un concentrateur FireWire). En particulier, le RFC 2734 spécifie comment faire fonctionner IPv4 sur l'interface FireWire, et le RFC 3146 spécifie comment faire fonctionner IPv6,,,.
Mac OS X, Linux et FreeBSD prennent en charge la mise en réseau par FireWire. Windows 95, Windows 98, Windows Me, Windows XP et Windows Server 2003 prennent en charge la mise en réseau IEEE 1394. Windows 2000 ne prend pas en charge la mise en réseau en natif, mais peut fonctionner avec des pilotes tiers. Un réseau peut être mis en place entre deux ordinateurs à l'aide d'un seul câble FireWire standard, ou entre plusieurs ordinateurs à l'aide d'un concentrateur. Ce type de réseau est similaire aux réseaux Ethernet, les principales différences étant la vitesse de transfert, la longueur du conducteur et le fait que les câbles FireWire standard peuvent être utilisés pour la communication point à point.
Le 4 décembre 2004, Microsoft a annoncé qu'il cesserait de prendre en charge la mise en réseau IP via l'interface FireWire dans toutes les futures versions de Microsoft Windows. Par conséquent, la prise en charge de cette fonctionnalité est absente de Windows Vista et des versions ultérieures de Windows,. Microsoft a réécrit son pilote 1394 dans Windows 7, mais la prise en charge de la mise en réseau pour FireWire n'est pas présente. Unibrain propose des pilotes de réseau FireWire gratuits pour Windows, appelés ubCore, qui prennent en charge Windows Vista et les versions ultérieures.
Les premiers modèles de la console PlayStation 2 (séries SCPH 1000x à 3900x) étaient équipés d'un connecteur 1394 de marque i.LINK. Celui-ci était utilisé pour la mise en réseau jusqu'à la sortie d'un adaptateur Ethernet plus tard dans la vie de la console, mais très peu de logiciels prenaient en charge cette fonctionnalité. Le connecteur a été supprimé à partir de la série SCPH 5000x.

### IIDC
IIDC (Instrumentation & Industrial Digital Caméra) est la norme de format de données FireWire pour la vidéo en direct, et est utilisé par la caméra A/V iSight d'Apple. Le système a été conçu pour les systèmes de vision artificielle, mais il est également utilisé pour d'autres applications de vision artificielle et pour certaines webcams. Bien qu'il soit facile de les confondre puisqu'ils fonctionnent tous deux sur FireWire, l'IIDC est différent et incompatible avec l'omniprésent AV/C (Audio Vidéo Control) utilisé pour contrôler les caméscopes et d'autres appareils vidéo grand public.

### DV
La vidéo numérique (DV) est un protocole standard utilisé par certains caméscopes numériques. Toutes les caméras DV qui enregistraient sur des bandes magnétiques disposaient d'une interface FireWire (généralement à 4 conducteurs). Tous les ports DV des caméscopes ne fonctionnent qu'à la vitesse plus lente de 100 Mbit/s du FireWire. Cela pose des problèmes de fonctionnement si le caméscope est connecté en en bus à un appareil S400 plus rapide ou via un concentrateur commun, car tout segment d'un réseau FireWire ne peut pas prendre en charge une communication à plusieurs vitesses.

## Questions de sécurité
Les périphériques sur un bus FireWire peuvent communiquer par accès direct à la mémoire (DMA), où un périphérique peut utiliser le matériel pour mapper la mémoire interne à l'espace de mémoire physique de FireWire. Le protocole SBP-2 (Serial Bus Protocol 2) utilisé par les lecteurs de disques FireWire utilise cette capacité pour minimiser les interruptions et les copies de mémoire tampon. Dans le SBP-2, l'initiateur (dispositif de contrôle) envoie une demande en écrivant à distance une commande dans une zone spécifiée de l'espace d'adressage FireWire de la cible. Cette commande inclut généralement des adresses de tampon dans l'espace d'adressage physique FireWire de l'initiateur, que la cible est censée utiliser pour déplacer des données d'E/S vers et depuis l'initiateur.

## Annexe